# Cajabamba (stad)
Cajabamba is een stadsdistrict van de gelijknamige provincie in de regio Cajamarca in het noorden van Peru.